# Marquesia
Marquesia é um género botânico pertencente à família Dipterocarpaceae.